# Aleksandr Kajdanovski
Aleksandr Leonidovitsj Kajdanovski (Russisch: Алекса́ндр Леони́дович Кайдано́вский) (Rostov aan de Don, 23 juli 1946 - Moskou, 3 december 1995) was een Russische acteur en filmregisseur.
Zijn bekendste filmrollen waren in Thuis onder vreemden, vreemd onder de zijnen (1974), De lijfwacht (1979) en Stalker (1979).
- Biblioteca Nacional de España: XX4940833
- Bibliothèque nationale de France: cb14046477p (data)
- Gemeinsame Normdatei: 124428835
- International Standard Name Identifier: 0000 0001 1557 198X
- Library of Congress Control Number: nr97012556
- Nationale Bibliotheek van Letland: 000288429
- Nationale Bibliotheek van Tsjechië: xx0185904
- Nationale Bibliotheek van Israël: 987007405479405171
- Nederlandse Thesaurus van Auteursnamen: 074938118
- Système universitaire de documentation: 072250542
- Virtual International Authority File: 79498133
- WorldCat: E39PBJtMr6ywcMvpDGxhd3gYfq